# Хансен, Джереми
Джереми Роджер Хансен (англ. Jeremy Roger Hansen; род. 27 января 1976, Лондон, Онтарио, Канада) — канадский лётчик-испытатель, космонавт Канадского космического агентства.
Опыта космических полётов не имеет. В апреле 2023 года назначен специалистом полёта в экипаж корабля «Орион», полёт которого по программе «Артемида-2» запланирован на сентябрь 2025 года к Луне.

## Ранние годы
Родился 27 января 1976 года в семье Гари и Нэнси Хансен в городе Лондон провинция Онтарио Канада, вырос в городе Ингерсолл, той же провинции, где учился в старших классах школы.

## Образование и военная служба
В 1988 году поступил в 614-ю кадетскую эскадрилью Королевских ВВС Канады в Лондоне, Онтарио. В 1992 году получил сертификат на управление планёром, а 1993 году — лицензию частного пилота.
В 1994 году поступил Королевский военный колледж, который окончил в 1999 году с отличием и получил степень бакалавра космических наук. В 2000 году там же получил степень магистра наук по физике.
В 2003—2004 годах прошел подготовку в качестве пилота самолета CF-18 в 410-й истребительной учебной эскадрильи. Затем до 2006 года служил пилотом самолёта CF-18 в 441-й тактической истребительной, где в его обязанности входили операции в интересах NORAD, а также выполнение полётов в Арктике. В 2006—2007 годах являясь командиром авиагруппы служил пилотом самолёта CF-18 в 409-й тактической истребительной эскадрилье. В 2007 году присвоено звание капитан ВВС.
В 2008 год служил в группе управления боевыми действиями 4-го авиационного крыла. В 2009 году присвоено звание майор ВВС.

## Космическая подготовка
13 мая 2009 года в ходе проведения третьего набора канадских астронавтов был зачислен в отряд астронавтов. Прошёл общекосмическую подготовку вместе с астронавтами 20 набора НАСА и 8 сентября 2011 года получил квалификацию астронавта.
Работал в отделении МКС отдела астронавтов Космического центра им. Джонсона. Был включён в экипаж поддержки основной экспедиции на МКС (МКС-33/34).
В сентябре 2013 года на острове Сардиния (Италия) принимал участие в тренировках «на выживание» в пещерах с целью приобретения навыков работы в команде в экстремальных условиях. В январе 2016 года в Центре европейских астронавтов в Кёльне вместе с Давидом Сен-Жаком прошёл практическую подготовку к работе с оборудованием европейского модуля МКС «Коламбус». В 2017 году Джереми Хансен стал первым канадцем, которому доверили руководить классом подготовки астронавтов НАСА.
3 апреля 2023 года на пресс-конференции в Хьюстоне объявлено о его назначение специалистом полета в экипаж корабля «Орион», полёт которого по программе «Артемида-2» к Луне запланирован на осень 2025 года. По заявлению Канадского космического агентства — полёт канадца оформлен по бартеру: «Полёт Джереми Хансена во время миссии „Артемида-2“ является прямым результатом будущего канадского вклада в виде роботизированной руки Canadarm3 в окололунную станцию Lunar Gateway. Благодаря этому вкладу Канада получит ряд возможностей для изучения Луны, демонстрации технологий и коммерческой деятельности, а также ещё один пилотируемый полет к Лунным воротам».

## Личная жизнь
Женат на Кэтрин. В семье трое детей — сын Девон (род. 2005), и дочки-близнецы Эшли и Кейтлин (род. 2006).
Увлекается парусными гонкам, скалолазанием, катанием на горных велосипедах, хоккеем.